# États-Unis aux Jeux olympiques d'été de 1996
Les États-Unis sont la nation hôte des Jeux olympiques d'été de 1996 à Atlanta. Il s'agit de leur 22e participation à des Jeux d'été.
La délégation américaine, composée de 646 athlètes, termine première du classement par nations avec 101 médailles (44 en or, 32 en argent et 25 en bronze).

## Liste des médaillés américains

### Médailles d'or
| Sport                  | Discipline                           | Athlète(s) | Performance                              | Date       |
| Médailles d'or : 44    |                                      | |                                          |            |
| Athlétisme             | Lancer du poids masculin             | Randy Barnes | 21,62 mètres                             | 26 juillet |
| Athlétisme             | Triple saut masculin                 | Kenny Harrison | 18,09 mètres (RO)                        | 27 juillet |
| Athlétisme             | 100 m féminin                        | Gail Devers | 10 s 94                                  | 27 juillet |
| Athlétisme             | Saut en hauteur masculin             | Charles Austin | 2,39 mètres (RO)                         | 28 juillet |
| Athlétisme             | 110 m haies masculin                 | Allen Johnson | 12 s 95 (RO)                             | 29 juillet |
| Athlétisme             | Saut en longueur masculin            | Carl Lewis | 8,50 mètres                              | 29 juillet |
| Athlétisme             | 400 m masculin                       | Michael Johnson | 43 s 49 (RO)                             | 29 juillet |
| Athlétisme             | 200 m masculin                       | Michael Johnson | 19 s 32 (RM)                             | 1er août   |
| Athlétisme             | Décathlon                            | Dan O'Brien | 8 824 pts                                | 1er août   |
| Athlétisme             | 400 m haies masculin                 | Derrick Adkins | 47 s 54                                  | 1er août   |
| Athlétisme             | Relais 4 x 400 m masculin            | LaMont Smith Alvin Harrison Derek Mills Anthuan Maybank Jason Rouser | 2 min 55 s 99                            | 3 août     |
| Athlétisme             | Relais 4 x 100 m féminin             | Chryste Gaines Gail Devers Inger Miller Gwen Torrence Carlette Guidry | 41 s 95                                  | 3 août     |
| Athlétisme             | Relais 4 x 400 m féminin             | Rochelle Stevens Maicel Malone Kim Graham Jearl Miles Linetta Wilson | 3 min 20 s 91                            | 3 août     |
| Basket-ball            | Tournoi masculin                     | Charles Barkley Penny Hardaway Grant Hill Hakeem Olajuwon Karl Malone Reggie Miller Shaquille O'Neal Scottie Pippen Mitch Richmond John Stockton David Robinson Gary Payton                                                              | Victoire 95 - 69 contre la Serbie        | 3 août     |
| Basket-ball            | Tournoi féminin                      | Teresa Edwards Dawn Staley Ruthie Bolton Sheryl Swoopes Jennifer Azzi Lisa Leslie Carla McGhee Katy Steding Katrina Felicia McClain Rebecca Lobo Venus Lacy Nikki McCray                                                                 | Victoire 111 - 87 contre le Brésil       | 4 août     |
| Beach-volley           | Tournoi masculin                     | Karch Kiraly Kent Steffes | 2 - 0 (12-5, 12-8) contre Dodd/Whitmarsh | 28 juillet |
| Boxe                   | Poids super-welters                  | David Reid | victoire contre Duvergel                 | 3 août     |
| Football               | Tournoi féminin                      | Mary Harvey Cindy Parlow Carla Overbeck Tiffany Roberts Brandi Chastain Staci Wilson Shannon MacMillan Mia Hamm Michelle Akers-Stahl Julie Foudy Carin Gabarra Kristine Lilly Joy Fawcett Tisha Venturini Tiffeny Milbrett Briana Scurry | 2-1 contre la Chine                      | 1er août   |
| Gymnastique artistique | Concours général par équipes femmes  | Shannon Miller Dominique Dawes Kerri Strug Dominique Moceanu Jaycie Phelps Amy Chow Amanda Borden | 389,225 pts                              | 23 juillet |
| Gymnastique artistique | Poutre femmes                        | Shannon Miller | 9,862 pts                                | 29 juillet |
| Lutte                  | Moins de 57 kg hommes                | Kendall Cross | Victoire 5-3 contre Sissaouri            | 30 juillet |
| Lutte                  | Moins de 62 kg hommes                | Tom Brands | Victoire 7-0 contre Jang                 | 1er août   |
| Lutte                  | Moins de 100 kg hommes               | Kurt Angle | Victoire 1-1 contre Jadidi               | 31 juillet |
| Natation               | 400 m 4 nages masculin               | Tom Dolan | 4 min 14 s 90                            | 21 juillet |
| Natation               | Relais 4 x 200 m nage libre masculin | Josh Davis Joe Hudepohl Brad Schumacher Ryan Berube Jon Olsen | 7 min 14 s 84                            | 21 juillet |
| Natation               | 100 m dos féminin                    | Beth Botsford | 1 min 1 s 19                             | 22 juillet |
| Natation               | Relais 4 x 100 m nage libre féminin  | Angel Martino Amy Van Dyken Catherine Fox Jenny Thompson Lisa Jacob Melanie Valerio | 3 min 39 s 29                            | 22 juillet |
| Natation               | 100 m dos masculin                   | Jeff Rouse | 54 s 10                                  | 23 juillet |
| Natation               | 100 m papillon féminin               | Amy Van Dyken | 59 s 13                                  | 23 juillet |
| Natation               | Relais 4 x 100 m nage libre masculin | Jon Olsen Josh Davis Brad Schumacher Gary Hall Jr. David Fox Scott Tucker | 3 min 15 s 41                            | 23 juillet |
| Natation               | Relais 4 x 100 m 4 nages féminin     | Beth Botsford Amanda Beard Angel Martino Amy Van Dyken Catherine Fox Whitney Hedgepeth Kristine Quance Jenny Thompson | 4 min 2 s 88                             | 24 juillet |
| Natation               | 800 m nage libre féminin             | Brooke Bennett | 8 min 27 s 89                            | 25 juillet |
| Natation               | Relais 4 x 200 m nage libre féminin  | Trina Jackson Cristina Teuscher Sheila Taormina Jenny Thompson Lisa Jacob Annette Salmeen Ashley Whitney | 7 min 59 s 87                            | 25 juillet |
| Natation               | 200 m dos masculin                   | Brad Bridgewater | 1 min 58 s 54                            | 26 juillet |
| Natation               | 50 m nage libre féminin              | Amy Van Dyken | 24 s 87                                  | 26 juillet |
| Natation               | Relais 4 x 100 m 4 nages masculin    | Jeff Rouse Jeremy Linn Mark Henderson Gary Hall Jr. Josh Davis Kurt Grote John Hargis Tripp Schwenk | 3 min 34 s 84 (RM)                       | 26 juillet |
| Natation synchronisée  | Ballet                               | Suzannah Bianco Tammy Cleland Becky Dyroen-Lancer Heather Pease Jill Savery Nathalie Schneyder Heather Simmons-Carrasco Jill Sudduth Emily Lesueur Margot Thien                                                                          | 99,720 pts                               | 2 août     |
| Softball               | Tournoi féminin                      | Laura Berg Gillian Boxx Sheila Cornell Lisa Fernandez Michele Granger Lori Harrigan Dionna Harris Kim Maher Leah O'Brien Dot Richardson Julie Smith Michele Smith Shelly Stokes Danielle Tyler Christa Lee Williams                      | 3-1 contre la Chine                      | 1er août   |
| Tennis                 | Simple dames                         | Gigi Fernández Mary Joe Fernández | 7-66 / 6-4 contre Novotná/Suková         | 3 août     |
| Tennis                 | Simple dames                         | Lindsay Davenport | 7-68 / 6-2 contre Sánchez                | 3 août     |
| Tennis                 | Simple messieurs                     | Andre Agassi | 6-2 / 6-3 / 6-1 contre Bruguera          | 4 août     |
| Tir                    | Double trap                          | Kim Rhode | 141 pts                                  | 23 juillet |
| Tir à l’arc            | Individuel hommes                    | Justin Huish | Victoire 112-107 contre Petersson        | 1er août   |
| Tir à l’arc            | Par équipes hommes                   | Justin Huish Butch Johnson Rod White | Victoire 251-249 contre la Corée du Sud  | 2 août     |

| Sport                   | Discipline                          | Athlète(s)                                                                                               | Performance                              | Date       |
| Médailles d'argent : 32 |                                     | |                                          |            |
| Athlétisme              | Lancer du poids masculin            | John Godina                                                                                              | 20,79 m                                  | 26 juillet |
| Athlétisme              | Lancer du marteau masculin          | Lance Deal                                                                                               | 81,12 m                                  | 28 juillet |
| Athlétisme              | 110 m haies masculin                | Mark Crear                                                                                               | 13 s 09                                  | 29 juillet |
| Athlétisme              | 400 m haies féminin                 | Kim Batten                                                                                               | 53 s 08                                  | 31 juillet |
| Athlétisme              | Relais 4 x 100 m masculin           | Jon Drummond Tim Harden Michael Marsh Dennis Mitchell Tim Montgomery                                     | 38 s 05                                  | 3 août     |
| Aviron                  | Quatre de couple masculin           | Tim Young Eric Mueller Brian Jamieson Jason Gailes                                                       | 5 min 59 s 10                            | 28 juillet |
| Aviron                  | Deux de couple poids légers féminin | Teresa Bell Lindsay Burns                                                                                | 7 min 14 s 75                            | 28 juillet |
| Aviron                  | Deux sans barreuse féminin          | Missy Schwen-Ryan Karen Kraft                                                                            | 7 min 1 s 78                             | 27 juillet |
| Beach-volley            | Tournoi masculin                    | Michael Dodd Mike Whitmarsh                                                                              | 0 - 2 (5-12, 8-12) contre Kiraly/Steffes | 28 juillet |
| Canoë-kayak             | Slalom K1 femmes                    | Dana Chladek                                                                                             | 169,49 s                                 | 27 juillet |
| Cyclisme sur piste      | Kilomètre masculin                  | Erin Hartwell                                                                                            | 1 min 2 s 940                            | 24 juillet |
| Cyclisme sur piste      | Vitesse individuelle masculine      | Marty Nothstein                                                                                          | Défaite 0-2 contre Fiedler               | 28 juillet |
| Équitation              | Concours complet par équipes        | Karen O'Connor sur Biko David O'Connor sur Giltedge Bruce Davidson sur Heyday Jill Henneberg sur Nirvana | 261,10 pts                               | 24 juillet |
| Équitation              | Saut d'obstacles par équipes        | Peter Leone sur Legato Leslie Burr sur Extreme Anne Kursinski sur Eros Michael Matz sur Rhum             | 12,00 pts                                | 1er août   |
| Gymnastique artistique  | Barres parallèles hommes            | Jair Lynch                                                                                               | 9,825 pts                                | 29 juillet |
| Gymnastique artistique  | Barres asymétriques femmes          | Amy Chow                                                                                                 | 9,837 pts                                | 29 juillet |
| Lutte                   | Moins de 52 kg hommes               | Brandon Paulson                                                                                          | défaite 1-5 contre Nazarian              | 20 juillet |
| Lutte                   | Moins de 57 kg hommes               | Dennis Hall                                                                                              | défaite 1-4 contre Melnichenko           | 20 juillet |
| Lutte                   | Plus de 130 kg hommes               | Siamak Ghaffari                                                                                          | défaite 0-1 contre Aleksandr Karelin     | 22 juillet |
| Lutte                   | Moins de 68 kg hommes               | Townsend Saunders                                                                                        | défaite 1-1 contre Vadim Bogiyev         | 30 juillet |
| Natation                | 100 m brasse masculin               | Jeremy Linn                                                                                              | 1 min 0 s 77                             | 20 juillet |
| Natation                | 400 m 4 nages féminin               | Allison Wagner                                                                                           | 4 min 42 s 03                            | 20 juillet |
| Natation                | 400 m 4 nages masculin              | Eric Namesnik                                                                                            | 4 min 15 s 25                            | 21 juillet |
| Natation                | 100 m brasse féminin                | Amanda Beard                                                                                             | 1 min 8 s 09                             | 21 juillet |
| Natation                | 100 m dos féminin                   | Withney Hedgepeth                                                                                        | 1 min 1 s 47                             | 22 juillet |
| Natation                | 100 m nage libre hommes             | Gary Hall Jr.                                                                                            | 48 s 81                                  | 22 juillet |
| Natation                | 200 m papillon masculin             | Tom Malchow                                                                                              | 1 min 57 s 44                            | 22 juillet |
| Natation                | 200 m brasse féminin                | Amanda Beard                                                                                             | 2 min 25 s 75                            | 23 juillet |
| Natation                | 50 m nage libre masculin            | Gary Hall Jr.                                                                                            | 22 s 26                                  | 25 juillet |
| Natation                | 200 m dos féminin                   | Withney Hedgepeth                                                                                        | 2 min 11 s 98                            | 25 juillet |
| Natation                | 200 m dos masculin                  | Tripp Schwenk                                                                                            | 1 min 58 s 99                            | 26 juillet |
| Tir                     | Trap hommes                         | Joshua Lakatos                                                                                           | 147 pts                                  | 21 juillet |

| Sport                    | Discipline                              | Athlète(s) | Performance                       | Date       |
| Médailles de bronze : 25 |                                         | |                                   |            |
| Athlétisme               | 100 mètres féminin                      | Gwen Torrence | 10 s 96                           | 27 juillet |
| Athlétisme               | Saut en longueur masculin               | Joe Greene | 8,24 m                            | 29 juillet |
| Athlétisme               | 400 mètres haies féminin                | Tonja Buford-Bailey | 53 s 22                           | 31 juillet |
| Athlétisme               | 400 mètres haies masculin               | Calvin Davis | 47 s 96                           | 1er août   |
| Athlétisme               | Saut en longueur féminin                | Jackie Joyner-Kersee | 7,00 m                            | 2 août     |
| Aviron                   | Quatre sans barreur poids légers hommes | Marc Schneider Jeff Pfaendtner David Collins William Carlucci | 6 min 12 s 29                     | 28 juillet |
| Baseball                 | Tournoi de Baseball                     | Chad Allen Kris Benson R. A. Dickey Troy Glaus Chad Green Seth Greisinger Kip Harkrider A. J. Hinch Jacque Jones Billy Koch Mark Kotsay Matthew LeCroy Travis Lee Braden Looper Brian Loyd Warren Morris Augie Ojeda Jim Parque Jeff Weaver Jason Williams | Victoire 10-3 contre le Nicaragua | 2 août     |
| Boxe                     | Poids plumes                            | Floyd Mayweather, Jr. |                                   | 2 août     |
| Boxe                     | Poids légers                            | Terrance Cauthen |                                   | 1er août   |
| Boxe                     | Poids moyens                            | Rhoshii Wells |                                   | 1er août   |
| Boxe                     | Poids mi-lourds                         | Antonio Tarver |                                   | 2 août     |
| Boxe                     | Poids lourds                            | Nate Jones |                                   | 1er août   |
| VTT                      | Cross-Country femmes                    | Susan DeMattei | 1 h 52 min 36 s                   | 30 juillet |
| Équitation               | Concours complet individuel             | Kerry Millikin sur Out and About | 73,70 -pts                        | 26 juillet |
| Équitation               | Dressage par équipes                    | Michelle Gibson sur Peron Robert Dover sur Metallic Steffen Peters sur Udon Guenter Seidel sur Graf George | 5 309 -pts                        | 27 juillet |
| Gymnastique artistique   | Sol femmes                              | Dominique Dawes | 9,837 pts                         | 29 juillet |
| Judo                     | Moins de 73 kg hommes                   | Jimmy Pedro | Victoire par Ippon contre Pereira | 24 juillet |
| Lutte                    | Poids super-lourds hommes               | Bruce Baumgartner | Victoire 1-1 contre Shumilin      | 2 août     |
| Natation                 | 100 m nage libre femmes                 | Angel Martino | 54 s 93                           | 20 juillet |
| Natation                 | 100 m papillon femmes                   | Angel Martino | 59 s 23                           | 23 juillet |
| Plongeon                 | Tremplin à 3 mètres hommes              | Mark Lenzi | 686,49 pts                        | 29 juillet |
| Plongeon                 | Plateforme 10 mètres femmes             | Mary Ellen Clark | 472,95 pts                        | 27 juillet |
| Tir                      | Trap hommes                             | Lance Bade | 147 pts                           | 21 juillet |
| Voile                    | Europe                                  | Courtenay Becker-Dey | 39 pts                            | 31 juillet |
| Voile                    | Soling                                  | Jim Barton Jeff Madrigali Kent Massey |                                   | 2 août     |

| Sport                  |    |    |    | Total |
| Natation               | 13 | 11 | 2  | 26    |
| Athlétisme             | 13 | 5  | 5  | 23    |
| Lutte                  | 3  | 4  | 1  | 8     |
| Tennis                 | 3  | 0  | 0  | 3     |
| Gymnastique artistique | 2  | 2  | 1  | 5     |
| Basket-ball            | 2  | 0  | 0  | 2     |
| Tir à l'arc            | 2  | 0  | 0  | 2     |
| Tir                    | 1  | 1  | 1  | 3     |
| Beach-volley           | 1  | 1  | 0  | 2     |
| Boxe                   | 1  | 0  | 5  | 6     |
| Softball               | 1  | 0  | 0  | 1     |
| Natation synchronisée  | 1  | 0  | 0  | 1     |
| Football               | 1  | 0  | 0  | 1     |
| Aviron                 | 0  | 3  | 1  | 4     |
| Équitation             | 0  | 2  | 2  | 4     |
| Cyclisme sur piste     | 0  | 2  | 0  | 2     |
| Canoë-kayak            | 0  | 1  | 0  | 1     |
| Plongeon               | 0  | 0  | 2  | 2     |
| Voile                  | 0  | 0  | 2  | 2     |
| Baseball               | 0  | 0  | 1  | 1     |
| VTT                    | 0  | 0  | 1  | 1     |
| Judo                   | 0  | 0  | 1  | 1     |
| Total                  | 44 | 32 | 25 | 101   |

| Jour       |   |   |   | Total |
| 20 juillet | 0 | 4 | 1 | 5     |
| 21 juillet | 2 | 3 | 1 | 6     |
| 22 juillet | 2 | 4 | 0 | 6     |
| 23 juillet | 5 | 1 | 1 | 7     |
| 24 juillet | 1 | 2 | 1 | 4     |
| 25 juillet | 2 | 2 | 0 | 4     |
| 26 juillet | 4 | 2 | 1 | 7     |
| 27 juillet | 2 | 2 | 3 | 7     |
| 28 juillet | 2 | 5 | 1 | 8     |
| 29 juillet | 4 | 3 | 3 | 10    |
| 30 juillet | 1 | 1 | 1 | 3     |
| 31 juillet | 1 | 1 | 2 | 4     |
| 1er août   | 7 | 1 | 4 | 12    |
| 2 août     | 2 | 0 | 6 | 8     |
| 3 août     | 7 | 1 | 0 | 8     |
| 4 août     | 2 | 0 | 0 | 2     |